# Danh sách Thủ tướng Qatar
Thủ tướng Nhà nước Qatar (tiếng Ả Rập: رئیس الوزرا القطری) là chức vụ có quyền lực thứ hai của Qatar, là người đứng đầu Nội các Qatar.
Emir Khalifa bin Hamad Al Thani thành lập chức vụ ngày 29/5/1970, đồng thời nắm giữ chức vụ tới 27/6/1995 khi ông bị lật đổ bởi con mình Hamad bin Khalifa Al Thani. Từ 25/6/2013, Abdullah bin Nasser bin Khalifa Al Thani là Thủ tướng hiện nay.

## Thủ tướng Qatar (1970–nay)
| # | Tên (Sinh–Mất)                                                                                | Chân dung | Bổ nhiệm   | Bãi nhiệm          |
| - | --------------------------------------------------------------------------------------------- | --------- | ---------- | ------------------ |
| 1 | Khalifa bin Hamad Al Thani خليفة بن حمد آل ثاني (1932–2016)                                   |           | 29/5/1970  | 27/6/1995 (lật đổ) |
| 2 | Hamad bin Khalifa Al Thani حمد بن خليفة آل ثاني (1952–)                                       |           | 27/6/1995  | 29/10/1996         |
| 3 | Abdullah bin Khalifa Al Thani عندالله بن خليفة آل ثاني (1959–)                                |           | 29/10/1996 | 3/4/2007 (Từ chức) |
| 4 | Hamad bin Jassim bin Jaber Al Thani حمد بن جاسم بن جبر آل ثاني (1959–)                        |           | 3/4/2007   | 26/6/2013          |
| 5 | Abdullah bin Nasser bin Khalifa Al Thani سعادة الشيخ عبدالله بن ناصر بن خليفة آل ثاني (1965–) |           | 26/6/2013  | 28/1/2020          |
| 6 | Khalid bin Khalifa bin Abdul Aziz al-Thani خالد بن خليفة بن عبد العزيز آل ثاني (1968-)        |           | 28/1/2020  | đương nhiệm        |